# Río Yunganza
Der Río Yunganza ist ein etwa 45 km langer rechter Nebenfluss des Río Namangoza in der Provinz Morona Santiago im Osten von Ecuador.

## Flusslauf
Der Río Yunganza entspringt in der Cordillera Real auf einer Höhe von etwa 1800 m, 8 km westsüdwestlich der Kleinstadt General Plaza. Der Río Yunganza durchquert den Norden des Kantons Limón Indanza. Er fließt anfangs 9 Kilometer in Richtung Ostnordost und passiert General Plaza. Die Fernstraße E45 (Zamora–Macas) folgt dem Flusslauf. Anschließend wendet sich der Río Yunganza in Richtung Nordnordost. Bei Flusskilometer 14 befindet sich das Verwaltungszentrum Yunganza westlich des Flusslaufs. Die Fernstraße E45 verlässt nun das Flusstal des Río Yunganza und wendet sich nach Norden. Der Río Yunganza wendet auf seinen letzten sieben Kilometern in Richtung Ostnordost, bevor er schließlich auf den Río Namangoza trifft. Auf diesem Flussabschnitt befindet sich am Linksufer der Kanton Santiago.

## Einzugsgebiet
Der Río Yunganza entwässert ein etwa 330 km² großes Areal. Das Einzugsgebiet hat eine maximale Längsausdehnung in SW-NO-Richtung von 33 km. Im Westen trennt ein 2400 m hoheer Bergkamm das Einzugsgebiet des Río Yunganza von dem des Río El Cruzado, rechter Nebenfluss des Río Negro. Im Süden grenzt das Einzugsgebiet an das des unteren Río Zamora, im Osten an das des abstrom gelegenen Río Namangoza sowie im Norden an das des unteren Río Negro.